# Danielle Hill
Danielle Hill (Belfast, 27 de septiembre de 1999) es una deportista irlandesa que compite en natación, especialista en el estilo espalda. Ganó dos medallas en el Campeonato Europeo de Natación de 2024, oro en 50 m espalda y plata en 100 m espalda.

## Palmarés internacional
| Campeonato Europeo | Campeonato Europeo | Campeonato Europeo | Campeonato Europeo |
| Año                | Lugar              | Medalla            | Prueba             |
| ------------------ | ------------------ | ------------------ | ------------------ |
| 2024               | Belgrado (Serbia)  | Medalla de oro     | 50 m espalda       |
| 2024               | Belgrado (Serbia)  | Medalla de plata   | 100 m espalda      |